# Johann Kapsch

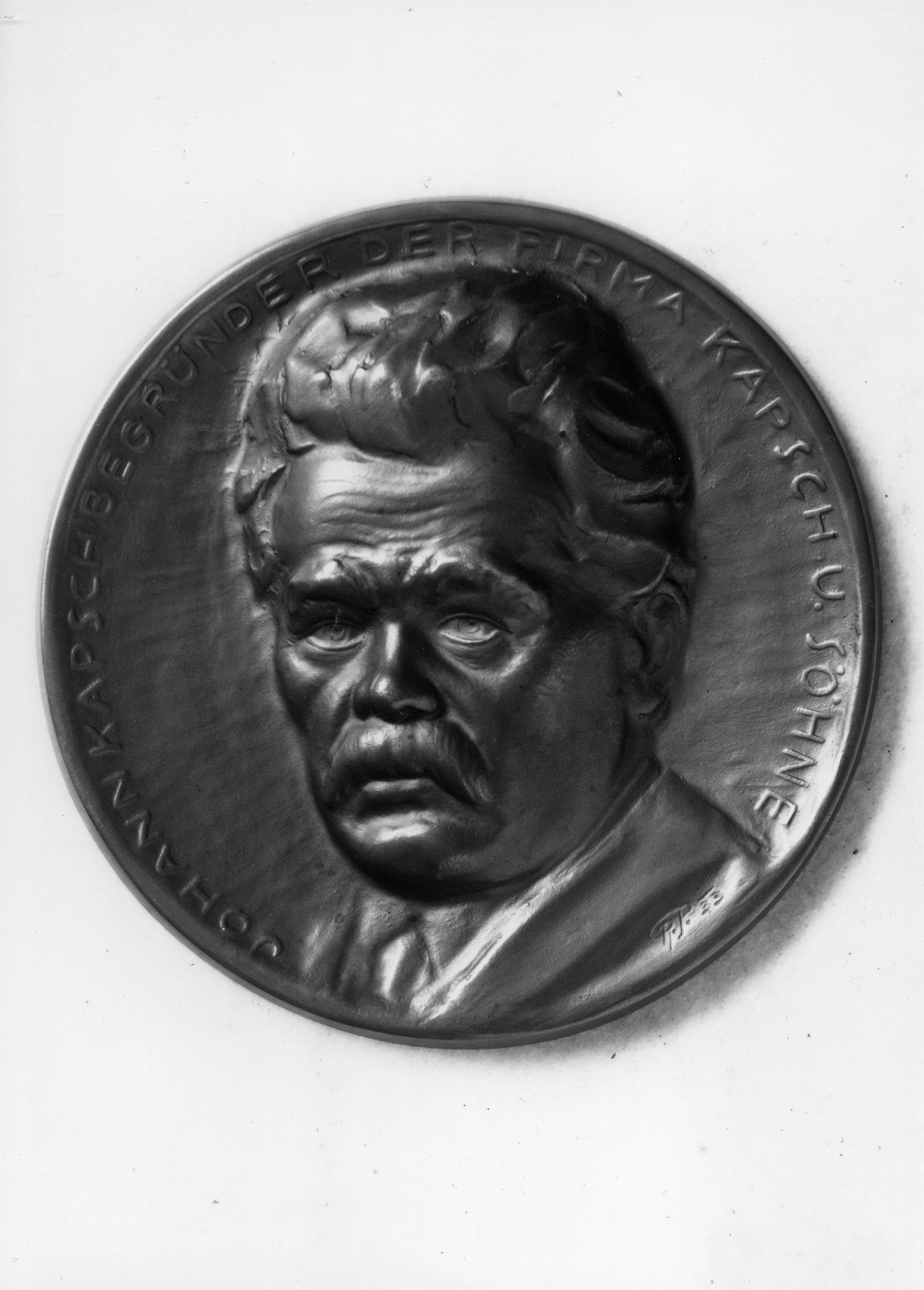
Johann Kapsch

Johann Kapsch (* 1. März 1845 in Gottschee, heutiges Kočevje, Slowenien; † 28. September 1921 in Wien) war ein österreichischer Unternehmer und Gründer der Firma Kapsch Gruppe.
Anfang der 1860er Jahre kam Johann Kapsch aus Gottschee, heutiges Kočevje, einem Ort in der ehemaligen Region der Gottscheer, nach Wien um eine Lehre als Mechaniker zu beginnen. Am 20. November 1871 heiratete er Theresia Panzer, sie hatten 10 Kinder, 5 Buben und 5 Mädchen. Am 31. Oktober 1892, im Alter von 47 Jahren, gründete er in der Schottenfeldgasse 53 in Wien-Neubau als Einzelunternehmen die feinmechanische Werkstätte Kapsch mit 18 Mitarbeitern. Die Firma stellte elektromechanische Komponenten für das Telefon- und Telegrafienetz, aber auch frühe Batterien wie das Leclanché-Element her. Primärer und über lange Jahre hinweg einziger Kunde war die Post- und Telegraphenverwaltung in Österreich-Ungarn.
Am 3. Juni 1904 wurde, nach dem Eintritt von vier Söhnen in das Unternehmen, dieses in eine Offene Handelsgesellschaft (OHG) mit dem Titel „Kapsch und Söhne, Fabrik für Telephon-, Telegraphen- und Präzisionsinstrumentenbau“ umgewandelt. 1912 übersiedelte der als Patriarch geltende Johann Kapsch auf den Wienerberg, wo die Firma Kapsch Gruppe mit Stand 2012 ihren Hauptsitz hat. Im Jahr 1916 erfolgte die Umwandlung in eine Aktiengesellschaft. Die Aktien von Johann Kapsch wurden nach dessen Tod 1921 unter seinen Söhnen aufgeteilt, die Töchter erhielten keine Firmenanteile.